# Cronologia degli eventi dell'antica Roma
Di seguito è riportata la cronologia degli eventi di maggior rilievo della Storia di Roma, dalla Fondazione di Roma alla caduta dell'Impero romano d'Occidente.

## VIII secolo a.C.
753 a.C. - Anno della fondazione di Roma da parte di Romolo, primo re della città; inizio dell'età regia di Roma;
- 750 ca./745 a.C. – Regno di Romolo e Tito Tazio;
- 753/715 a.C. - Regno di Romolo; durante il suo regno verrà creato il Senato romano.
- 715 a.C.|715/674 a.C. - Regno di Numa Pompilio 
  - Creazione del Pontefice (storia romana) Collegio dei Pontefici.

## VII secolo a.C.
- 674/641 a.C. – Regno di Tullo Ostilio;
- 641/616 a.C. – Regno di Anco Marzio;
- 616/579 a.C.
  - Regno di Tarquinio Prisco;
  - Inizia la costruzione del Tempio di Giove Ottimo Massimo.

## VI secolo a.C.
- 578/535 a.C.
  - Regno di Servio Tullio: è definito il pomerium;
  - Primo censimento;
- 535/509 a.C.
  - Regno di Tarquinio il Superbo, ultimo re di Roma;
  - Terminata la costruzione del Tempio di Giove Ottimo Massimo;
- 509 a.C.
  - Tarquinio il Superbo intavola le trattative per stringere un trattato con Cartagine, che viene siglato solo dopo il suo allontanamento dall'Urbe.
  - Cacciata di Tarquinio il Superbo; Inizia la Repubblica romana.
  - Lucio Giunio Bruto e Lucio Tarquinio Collatino sono i primi consoli di Roma;
- 508 a.C. – Viene creata la carica di pontifex maximus.
- 505 a.C. – Trasferimento in Roma del sabino Atto Clauso (noto successivamente con il nome latinizzato di Appio Claudio) che conduce con sé 5.000 clienti.

## V secolo a.C.
- 496 a.C. – Roma sconfigge i Latini nella battaglia del Lago Regillo nei dintorni di Tuscolo;
- 495 a.C.
  - I Sabini giungono ad interrompere la percorribilità della Via Salaria
  - I Volsci occupano la città di Terracina e impediscono ai romani le comunicazioni con la Campania

- 494 a.C.
  - Secessione dell'Aventino, prima grande mossa dei plebei per ottenere l'equiparazione giuridica e sociale.
  - A seguito della suddetta secessione, si va ad istituire la magistratura del Tribuno della plebe, prima magistratura aperta ai plebei.
  - Viene concesso ai plebei di formare il Concilium plebis (dal 470 a.C. Comizi tributi): quest'assemblea andrà ad eleggere, annualmente, due Tribuni della Plebe e due Edili;
- 493 a.C. – Sigla del Foedus Cassianum (Trattato di Cassio), siglato dall'omonimo Console dopo la battaglia del Lago Regillo.[1]
- 490 a.C./ 470 a.C. – Roma viene dotata di mura difensive, attribuite a Servio Tullio (Mura serviane)
- 480 a.C./ 477 a.C. – Inizio della prima fase della Guerra contro Veio. L'esercito Romano viene sterminato nella Battaglia del Cremera;
- 486 a.C. – Alleanza con la popolazione degli Ernici, per occupare una posizione strategica nella guerra contro Sabini, Volsci ed Equi;
- 470 a.C. – Publilio Volerone Vocifera a favore di una modifica riguardo ai funzionamento dell'assemblea dei plebei:
  - Si adotta il voto per Tribù, al posto del voto per testa. Così l'assemblea prende il nome di Comizi Tributi.
  - I Tribuni passano da due a quattro.
- 459 a.C. – il collegio dei Tribuni della Plebe è portato da due a dieci componenti;
- 451 a.C. – I plebei richiedono la codificazione delle leggi. Si istituisce così la prima commissione decemvirale (composta da soli patrizi) incaricata di mettere per iscritto le norme vigenti (Decemviri Legibus Scribundis).
- 450 a.C. – Si forma un secondo collegio decemvirale, stavolta per metà patrizio e per metà plebeo, guidato dal patrizio Appio Claudio Crasso Inregillense Sabino, discendente di Atto Clauso.
- 449 a.C. – I Decemviri pubblicano le leggi delle dodici tavole;

- 445 a.C. – Grazie alla Lex Canuleia, che prende il nome dal Tribuno Canuleio, autore del celeberrimo discorso[2], sono legalizzati i matrimoni misti tra patrizi e plebei.
- 444 a.C. – Il Potere Consolare venne attribuito ai Tribuni consolari[3], che sostituiranno i consoli. Essi possono essere anche plebei. Nel Lexicon del Suida leggiamo invece che questo evento avvenne nel 438 [Trecentis et quindecim annis ab urbe condita elapsis, tribuni militares (confulari potestate) summam rerum Romæ adminiſtrare coeperunt.][4]
- 443 a.C. – Istituzione della Censura, magistratura aperta esclusivamente ad ex-consoli, eletti annualmente in numero di 2;
- 437 a.C./ 426 a.C. – Seconda fase della Battaglia di Veio. Si registra la conquista romana di Fidenae;
- 431 a.C. – Presso il Monte Algido si consuma la battaglia che segna la vittoria definitiva di Roma su Volsci ed Equi. In tale contesto si distinse Lucio Quinzio Cincinnato
- 421 a.C. – il numero di questori passa da due a quattro
- 406 a.C./ 396 a.C.
  - Termina il conflitto secolare con Veio alla fine dell'omonimo Assedio;
  - Le truppe romane s'impongono su quelle etrusche grazie al Dittatore Marco Furio Camillo;
  - I romani radono al suolo la città e il suolo diviene Ager publicus, distribuito ai cittadini in lotti da sette iugeri;
  - Gli abitanti vengono censiti in una nuova Tribù, chiamata Tromentina.

## IV secolo a.C
- 394 a.C. – La carica di console sostituisce la carica di Tribuno Consolare;
- 391 a.C. – La carica di Tribuno Consolare sostituisce quella di console;
- 390 a.C.
  - I Galli Senoni sconfiggono l'esercito romano nella battaglia del fiume Allia;
  - Roma subisce il sacco da parte dei Galli;
- 367 a.C. – Promulgato un pacchetto di leggi, (chiamate Leges Liciniae Sextiae dai nomi dei proponenti Lucio Sextio Laterano e Gaio Licinio Calvo Stolone) il cui fine ultimo è quello di risolvere alcune problematiche che pressano la comunità plebea: la spartizione dei bottini di guerra, la servitù per debiti (Nexum) e l'accesso al consolato.
- 366 a.C.
  - È eletto il primo console non patrizio: Lucio Sextio Laterano;
  - È creata la carica di pretore urbano;
- 351 a.C. – La censura è ufficialmente aperta ai plebei;
- 348 a.C. – Rinnovo del trattato con Cartagine in chiave anti-greca;
- 343 a.C./341 a.C.
  - Inizia la prima guerra sannitica. Roma interviene in aiuto di Capua (tramite l'espediente della devotio), la cui libertà è messa a rischio dai sanniti.
- 342 a.C.
  - Battaglia del Monte Gauro - Il console romano Marco Valerio Corvo sconfigge i Sanniti;
  - È emanata la 'Lex Genucia: nessuno può ottenere la stessa carica prima che siano passati dieci anni dalla sua ultima elezione;
- 341 a.C.
  - Battaglia di Suessula - Marco Valerio Corvo sconfigge nuovamente i Sanniti;
  - Fine della prima guerra sannitica;
- 340 a.C./ 338 a.C.
  - Roma inizia la guerra latina e si allea con i Sanniti. La guerra viene vinta dai romani che trionfano nella battaglia decisiva presso Suessa Aurunca. La Lega Latina viene sciolta;
  - Viene fondata la Confederazione italica, una lega gerarchica che sostituirà la Lega Latina. Roma possiede un ruolo di egemonia in essa;
- 326 a.C./ 304 a.C.
  - Promulgata la Lex Poetelia-Papiria che abolisce il nexum; è uno dei pochi casi di abrogazione retroattiva nella legislazione romana;
  - Inizia la seconda guerra sannitica. I romani intervengono in aiuto di Napoli, osteggiata dagli osci. I romani riescono a liberare la città;
- 321 a.C. – Nel cercare di stanare i Sanniti dalle loro sedi montane, l'esercito romano subisce un'imboscata e arriva una cocente sconfitta nella Battaglia delle Forche Caudine;A seguito dell'umiliazione subita, i romani procedono a riformare l'esercito adottando lo Schieramento Manipolare.
- 316 a.C. – Battaglia di Lautulae;
- 312 a.C.
  - Censura di Appio Claudio Cieco che annulla le differenze tra senatori ordinari e senatori aggiunti; aggiunge, inoltre nell'albo senatorio alcuni figli di Liberti;
  - Costruzione della Via Appia, tra le prime strade pavimentate, e dell'Acquedotto Appio.
- 311 a.C. – Gli Etruschi si alleano con i Sanniti contro Roma;
- 310 a.C. – Battaglia del Lago Vadimo dove i romani sconfiggono gli etruschi;
- 308 a.C. – Gli Umbri, Piceni e i Marsi entrano in guerra contro Roma;
- 306 a.C. – Gli Ernici si rivoltano contro i romani; Terzo trattato Roma-Cartagine
- 305 a.C. – Battaglia di Boviano. I sanniti sono sconfitti;
- 304 a.C.
  - Roma fonda le nuove colonie di Alba Fucens e Carseoli per controllare il centro e sud Italia;
  - Con il "ius Flaviorum" Gneo Flavio, rende per la prima volta pubbliche le procedure giudiziarie, seguite da quella del Calendario, precedentemente di esclusività patrizia;
- 302 a.C. – Trattato tra Roma e Taranto;
- 300 a.C. – Passa la Lex Ogulnia; i plebei possono accedere al Pontificato massimo.

## III secolo a.C.
- 298 a.C./290 a.C.
  - Inizia la terza guerra sannitica. Roma affronta una coalizione di Sanniti, Galli Senoni, Umbri ed Etruschi.
  - I romani conquistano le città sannite di Aufidena, Taurasia e Bovianum Vetus;
- 297 a.C. – il console Quinto Fabio Massimo Rulliano sconfigge i Sanniti a Tifernum;
- 295 a.C. – i Romani vincono la battaglia di Sentino;
- 294 a.C. – i Sanniti vincono a Lucera;
- 293 a.C. – i Romani vincono la battaglia di Aquilonia;
- 291 a.C. – i romani espugnano la città di Venusia;
- 287 a.C. – Lex Hortensia: i Plebisciti diventano vincolanti anche per i patrizi.
- 284 a.C. – I romani infrangono il trattato siglato con Taranto spingendo una flottiglia all'interno del golfo tarantino;
- 283 a.C. – I Romani sconfiggono gli etruschi e i Boi nella battaglia del lago Vadimo;
- 281 a.C. – Taranto chiede aiuto a Pirro re dell'Epiro;
- 280 a.C.
  - Pirro sbarca in Italia. Iniziano le guerre pirriche;
  - Pirro vince la battaglia di Heraclea;
- 279 a.C. – Pirro sconfigge i romani nella battaglia di Ascoli di Puglia;
- 275 a.C. – I romani condotti da Manio Curio Dentato vincono la battaglia di Benevento;
- 272 a.C.
  - Pirro si ritira nell'Epiro e terminano le guerre pirriche.
  - Taranto si arrende a Roma, ma conserva i propri ordinamenti.
  - La Magna Grecia viene annessa al territorio Romano.
- 267 a.C. – Il numero di questori passa da 4 a 6.
- 264 a.C. – Inizia la Prima Guerra Punica contro Cartagine, in aiuto di Messina;
- 260 a.C. – Nella Battaglia di Milazzo i romani si impongono per la prima volta in uno scontro navale, grazie a Gaio Duilio.
- 256 a.C. – Aperto il fronte Africano dal console Gaio Atilio Regolo. I romani vengono sconfitti e il console viene catturato dalle truppe nemiche;
- 242 a.C. – È creata la carica del Praetor peregrinus.
- 241 a.C.
  - Termina la Prima Guerra Punica con la vittoria romana, Lutazio Catulo si impone su Amilcare Barca nella Battaglia delle Isole Egadi.
  - È creata la prima provincia romana della Sicilia;
- 229 a.C. – Inizia la prima guerra illirica;
- 227 a.C.
  - Termina la prima guerra illirica con la richiesta di pace della regina Teuta;
  - Il numero di questori passa da 6 a 8 e il numero di pretori da 2 a 4;.
- 224 a.C. – I romani fermano l'invasione dei galli con la battaglia di Talamone;
- 223 a.C. – Roma sconfigge i Galli nella Gallia Cisalpina;
- 220 a.C./219 a.C. – Seconda guerra illirica;
- 219 a.C. – Inizio della Seconda Guerra punica. Annibale invade l'Italia.
- 217 a.C. – Nella Battaglia del lago Trasimeno i romani vengono sconfitti dalle truppe annibaliche.
- 216 a.C. – Annibale infligge una disastrosa sconfitta per Roma nella Battaglia di Canne (50.000 perdite tra le file dei romani).;
- 214/205 a.C. – Prima guerra macedonica, i Romani vengono sconfitti;
- 213/211 a.C. – Assedio di Siracusa, Roma conquista la città;
- 211 a.C. Capua, capitale dell'Italia annibalica, cade, i romani riacquistano il controllo della Sicilia,
- 204/202 a.C. – Publio Cornelio Scipione Africano invade l'Africa. Annibale viene richiamato a combattere, ma viene sconfitto nella Battaglia di Zama del 202 a.C.;
- 202 a.C. – Seconda guerra macedonica, vittoria Romana.

## II secolo a.C.
- 197 a.C.
  - La Spagna Ulteriore e la Spagna Citeriore diventano province romane;
  - Il numero di questori viene aumentato da 8 a 12; il numero di pretori passa da 4 a 6;
- 192/189 a.C. – Guerra contro Antioco III e lega etolica contro la Dinastia seleucide;
- 180 a.C. – Lex Villia annalis: stabilisce un'età minima alle cariche del cursus honorum; stabilisce un intervallo di tempo di due anni da una carica all'altra;
- 171/168 a.C. – Terza guerra macedone, vittoria romana;
- 154/138 a.C. – Guerra contro i Lusitani;
- 149/146 a.C. – Terza guerra punica contro Cartagine;
- 149/148 a.C. – Quarta guerra macedone;
- 149 a.C. – La Lex Calpurnia stabilisce un tribunale permanente per accuse di malversazione;
- 146 a.C. – Scipione Emiliano pone fine alla minaccia cartaginese e macedone distruggendo le città di Cartagine e Corinto; vengono annesse alle province romane le province di Macedonia e d'Africa;
- 133 a.C. – Il tribuno della plebe Tiberio Gracco viene assassinato dopo aver approvato una riforma agraria;
- 121 a.C.
  - Roma acquisisce la provincia della Gallia transalpina, una via sicura per l'Hispania.
  - Il Senato approva il primo Senatus consultum de re publica defenda per affrontare la minaccia proveniente dal tribuno della plebe Gaio Gracco, fratello di Tiberio;
- 112 a.C. – Inizia la guerra contro Giugurta, re della Numidia;
- 107 a.C.
  - Gaio Mario viene eletto console promettendo la fine della guerra entro un anno;
  - Riforme di Mario del sistema di reclutamento delle legioni romane;
- 106 a.C. – Gaio Mario viene eletto console per la seconda volta in absentia, per continuare la guerra contro Giugurta;
- 105 a.C.
  - Fine della guerra giugurtina con la cattura di Giugurta;
  - La tribù germanica dei Cimbri invade il territorio romano infliggendo una grave sconfitta all'esercito romano nella battaglia di Arausio;
- 104/102 a.C. – Gaio Mario viene eletto console per tre anni consecutivi;
- 102 a.C. – L'esercito consolare guidato da Gaio Mario sconfigge i Teutoni nella battaglia di Aquae Sextiae;
- 101 a.C. – I romani guidati da Mario e da Quinto Lutazio Catulo sconfiggono i Cimbri nella battaglia di Vercelli;
- 100 a.C.
  - Gaio Mario viene eletto console per la sesta volta; tuttavia, uno scandalo politico riguardante Lucio Appuleio Saturnino lo costringe a ritirarsi dalla vita pubblica.
  - Giulio Cesare nasce a Roma, nel quartiere della Suburra, il 13 luglio.

## I secolo a.C.
- 91/88 a.C. – Guerra sociale, l'ultima ribellione dei popoli italici contro Roma;
- 89 a.C. – la Lex Plautia Papiria a seguito della Guerra Sociale, estende la cittadinanza romana a tutti gli italici
- 88 a.C. – Silla attraversa il pomerium con le sue legioni e invade Roma;
- 88/85 a.C. – Prima guerra mitridatica contro Mitridate VI del Ponto;
- 83/82 a.C. – Prima guerra civile tra Silla e la fazione popolare; Silla vince e diventa dictator; la carica di censore venne abolita (sarà poi ripristinata nel 70 a.C.);
- 83/82 a.C. – Seconda guerra mitridatica; Silla ritorna a Roma ed è nominato dictator;
- 82/72 a.C. – Sertorio, l'ultimo generale di Mario continua la guerra civile in Hispania;
- 73 a.C. – Guerra servile: ribellione di Spartaco a Capua;
- 74/66 a.C. – Terza guerra mitridatica, vittoria definitiva di Pompeo;
- 70 a.C. – Consolato di Pompeo e Crasso;
- 67 a.C. – Pompeo libera il Mar Mediterraneo dai pirati;
- 63 a.C.
  - Caduta di Gerusalemme;
  - Consolato di Cicerone; congiura di Catilina;
- 60/52 a.C. – Viene stretto, nei pressi di Lucca, un patto privato tra Gaio Giulio Cesare, Gneo Pompeo Magno e Marco Licinio Crasso per governare la Repubblica. – Tale patto è conosciuto come Primo triumvirato;
- 58/50 a.C. – Cesare intraprende la Guerra Gallica, ottenendo la provincia della Gallia Comata;
- 54/53 a.C. – Prima campagna contro i Parti; Crasso, totalmente sconfitto, viene ucciso;
- 49 a.C. – Cesare attraversa il Rubicone, pronunciando la celeberrima frase Alea iacta est, iniziando così la seconda guerra civile contro gli Optimates, la fazione conservatrice del senato capeggiata da Pompeo;
- 48 a.C. Battaglia di Farsalo, Gaio Giulio Cesare vince contro le legioni di Pompeo Magno
- 48/45 a.C. – Cesare sconfigge gli Optimates in Grecia e in Africa;
- 44 a.C. – Cesare viene assassinato alle Idi di marzo;
- 44/42 a.C. – Terza guerra civile tra i cesaricidi, guidati da Bruto e Cassio, e gli eredi di Cesare, Ottaviano e Marco Antonio;
- 43 a.C. – Ottaviano, Marco Antonio e Marco Emilio Lepido formano il secondo triumvirato;
- 36 a.C. – Marco Antonio viene sconfitto dai Parti;
- 32 a.C. – Fine delle relazioni pacifiche tra Ottaviano e Marco Antonio;
- 31 a.C. – Ottaviano sconfigge in modo decisivo Marco Antonio e Cleopatra nella battaglia di Azio;
- 30 a.C. – Marco Antonio e Cleopatra si tolgono la vita; l'Egitto diventa una provincia romana;
- 27 a.C. – Fine della Repubblica, inizio del Principato: ad Ottaviano viene assegnato il titolo di Cesare Augusto;
- 28/24 a.C. – Guerre cantabriche di Augusto contro i Cantabri in Hispania Tarraconensis
- 16/15 a.C. – Augusto conquista l'arco alpino;
- 12/7 a.C. – Tiberio e Druso conquistano la Pannonia; campagna contro le tribù germaniche.

## I secolo
- 5 – Tiberio conquista la Germania inferiore;
- 6 – La Giudea diventa una provincia romana;
- 6/9 – Germanico sopprime una ribellione in Pannonia e in Dalmazia
- 9 – Tre legioni romane comandate da Publio Quintilio Varo cadono in un'imboscata e vengono massacrate dai Germani nella Battaglia della foresta di Teutoburgo;
- 11 – Germanico rafforza i confini della Germania Inferiore e lungo il Reno;
- 14 – Morte di Augusto; Tiberio diventa imperatore;
- 14/15 – Seconda spedizione di Germanico contro i Germani;
- 26 – Tiberio si ritira a Capri, governando Roma attraverso corrispondenza;
- 28 – La tribù dei Frisoni si ribella a causa delle tasse;
- 31 – Morte di Seiano;
- 37 – Caligola diventa imperatore;
- 41 – Claudio diventa imperatore;
- 41 - Claudio fa iniziare i lavori per la costruzione dell'emissario del Fucino
- 43 – Claudio ordina l'invasione della Britannia;
- 52 - Sono completati in gran parte i lavori del nuovo emissario Fucino
- 52 - Grande inaugurazione di Claudio del nuovo emissario fucense. Per la grande occasione con tutta la corte imperiale presente, viene data in scena una gigantesca e nefasta naumachia sulle acque del Lago Fucino.
- 54 – Nerone diventa imperatore;
- 58/63 – Nerone intraprende la guerra con i Parti; in seguito stipula un trattato di pace; il controllo sull'Armenia viene rafforzato;
- 60/61 – Boudica, regina degli Iceni, guida una rivolta in Britannia;
- 64 – Grande incendio di Roma;
- 66/74 – Prima guerra giudaica;
- 68 – Un colpo di Stato militare costringe Nerone al suicidio; fine della Dinastia giulio-claudia; Galba diventa imperatore;
- 69 – Anno dei quattro imperatori: dopo l'assassinio di Galba, Otone e Vitellio diventano imperatori per un breve periodo prima dell'ascesa al potere di Vespasiano verso la fine dell'anno; inizio della Dinastia flavia;
- 69/70 – Gaio Giulio Civile guida la Rivolta batava in Germania Inferiore; sconfitto da Quinto Petilio Ceriale;
- 71/84 – Pacificazione della Britannia, conquista degli attuali territori del Galles e della Scozia;
- 72 - Vespasiano ordina l'inizio dei lavori di costruzione del Colosseo, originariamente conosciuto come Amphitheatrum Flavium.
- 79
  - Tito diventa imperatore;
  - 24 agosto – Un'eruzione del Vesuvio distrugge Pompei ed Ercolano;
- 80 – Rovinoso incendio a Roma;
- 81 – Domiziano diventa imperatore;
- 85 – Decebalo, re dei Daci, si ribella e invade la Mesia;
- 89 – Le rivolte in Germania Inferiore e Pannonia costringono Domiziano a stipulare la pace con Decebalo;
- 96 – Domiziano viene ucciso; fine della Dinastia flavia; Nerva diventa imperatore, il primo dei Cinque imperatori buoni;
- 98 – Traiano diventa imperatore.

## II secolo
- 101/102 – Prima campagna in Dacia;
- 105/106 – Seconda campagna in Dacia; Decebalo si suicida e la Dacia diventa una provincia romana;
- 106 – Costruzione del Foro di Traiano e della Colonna di Traiano;
- 113/117 – Campagna di Traiano contro l'impero dei Parti;
- 115/117 – Seconda guerra giudaica;
- 117 – Adriano diventa imperatore;
- 121/125 – Adriano viaggia nella parte settentrionale dell'impero;
- 122 – Inizia la costruzione del Vallo di Adriano;
- 128/132 – Adriano compie viaggi in Africa e nell'impero orientale;
- 131/135 – Terza guerra giudaica;
- 138 – Antonino Pio diventa imperatore;
- 140/143 – Dopo una rivolta, Antonino Pio conquista la Scozia; inizia la costruzione del Vallo Antonino;
- 150/163 – numerose rivolte in Scozia; il Vallo Antonino viene abbandonato e riconquistato diverse volte;
- 161/166 – Marco Aurelio diventa imperatore;
- 162/166 – Campagne militari vittoriose di Lucio Vero contro l'impero dei Parti;
- 167 – La tribù dei Marcomanni attraversa il Danubio e invade la Dacia;
- 168/175 – Campagne di Marco Aurelio contro i Marcomanni;
- 180 – Morte di Marco Aurelio, l'ultimo dei Cinque imperatori buoni; Commodo diventa imperatore;
- 184 – Il Vallo Antonino viene abbandonato per l'ultima volta;
- 193
  - Commodo viene assassinato; Pertinace diventa imperatore;
  - dopo due mesi e mezzo Pertinace viene assassinato e la carica di imperatore viene comprata da Didio Giuliano; nello stesso periodo gli eserciti dell'Illirico romano proclamarono imperatore Settimio Severo, gli eserciti della Britannia sostennero Clodio Albino mentre quelli della Siria Pescennio Nigro;
  - dopo una sanguinosa guerra, Settimio Severo si liberò dei rivali e diventò ufficialmente imperatore;
- 197 – Settimio Severo assicura l'impero dopo la Battaglia di Lugdunum;
- 198 – Settimio Severo invade il territorio dei Parti.

## III secolo
- 208/211 – Campagna di Settimio Severo contro i Caledoni;
- 211 – Morte di Settimio Severo; suo figlio Caracalla diventa imperatore;
- 212 - Caracalla estende a tutti gli abitanti dell'impero la cittadinanza romana.
- 217 – Assassinio di Caracalla; Macrino diventa imperatore;
- 218 – Eliogabalo usurpa il trono;
- 222 – Eliogabalo viene assassinato; Alessandro Severo diventa imperatore;
- 231/233 – Guerra contro la Persia;
- 235 – Alessandro Severo viene ucciso durante un ammutinamento militare; Massimino Trace diventa imperatore;
- 238 – A seguito di rivolte in Africa e a Roma, Gordiano III diventa imperatore;
- 243 – Vittoria sui Persiani nella Battaglia di Resena;
- 244 – Sconfitta romana a Misiche; Filippo l'Arabo diventa imperatore;
- 249 – Decio usurpa il trono con il supporto delle legioni danubiane;
- 251
  - Decio è sconfitto e ucciso da Cniva, re dei Goti;
  - Treboniano Gallo diventa imperatore;
- 252 – Sapore I, re sasanide di Persia, sconfigge i romani nella Battaglia di Barbalissos;
- 253
  - Valeriano e suo figlio Gallieno diventano imperatori
  - Sapore I conquista Antiochia;
- 257
  - Valeriano riconquista Antiochia;
  - I Franchi invadono la Gallia e la Penisola Iberica (Hispania);
  - Gli Alemanni invadono l'Italia ma vengono sconfitti a Milano;
- 258 – I Goti invadono l'Anatolia;
- 260
  - Valeriano viene catturato dai Persiani;
  - L'esercito persiano in ritirata viene attaccato da Settimio Odenato, sovrano di Palmira;
  - Postumo viene proclamato imperatore in Gallia; viene sostenuto anche in Hispania e Britannia;
- 267 – Settimio Odenato viene assassinato; sua moglie Zenobia governa Palmira;
- 268
  - Gallieno sconfigge i Goti, ma viene assassinato;
  - Claudio il Gotico diventa imperatore;
- 269
  - Postumo viene ucciso; Vittorino è proclamato Imperatore delle Gallie;
  - I Palmireni conquistano l'Egitto e la Siria;
  - Claudio il Gotico sconfigge i Goti a Naissus in Mesia;
- 270 – Claudio il Gotico muore di peste; Aureliano diventa imperatore;
- 271
  - Campagna di Aureliano contro i Vandali e Iutungi;
  - Vittorino è assassinato e i suoi soldati proclamano imperatore Tetrico;
- 272
  - Aureliano sconfigge Zenobia ad Antiochia ed Emesa e conquista Palmira; Zenobia viene catturata;
  - La provincia della Dacia viene abbandonata;
- 273 – Palmira insorge; la città viene distrutta da Aureliano;
- 274 – Aureliano sconfigge l'esercito di Tetrico nella Battaglia di Chalons;
- 275 – Aureliano viene assassinato; Tacito diventa imperatore;
- 276 – Morte di Tacito; Probo diventa imperatore;
- 277 – I Burgundi, gli Alemanni e i Franchi vengono sconfitti;
- 279 – Campagna di Probo contro i Vandali in Illyricum;
- 282 – Probo viene ucciso dai suoi stessi soldati; Caro viene proclamato imperatore;
- 283 – Caro muore durante un'invasione della Persia; suo figlio Numeriano diventa imperatore;
- 284 – Numeriano muore; Diocleziano diventa imperatore;
- 285 – Diocleziano nomina Massimiano Augusto dell'Occidente mentre egli stesso si dichiara Augusto dell'Oriente;
- 286 – Carausio guida una rivolta in Britannia;
- 293
  - Diocleziano affida il titolo di Cesare a Costanzo Cloro e Galerio;
  - Carausio viene assassinato da Allecto, il quale si proclama imperatore;
- 296 – Allecto viene sconfitto e ucciso;
- 299 – Galerio sconfigge i Sarmati e i Carpi.

## IV secolo
- 301 – Diocleziano promulga l'Editto sui prezzi massimi;
- 303 – Diocleziano ordina la persecuzione dei Cristiani;
- 305
  - Diocleziano e Massimiano abdicano; Costanzo Cloro e Galerio diventano Augusti;
  - Massimino Daia è nominato Cesare della parte est, Flavio Severo della parte ovest;
- 306
  - Costanzo Cloro muore vicino a York; suo figlio Costantino I viene proclamato imperatore;
  - Massenzio, figlio di Massimiano, si proclama imperatore a Roma;
- 307
  - Massenzio restituisce il potere al padre Massimiano;
  - Flavio Severo è condannato a morte;
  - Galerio assedia Roma;
- 308
  - Convegno di Carnunto: Diocleziano e Massimiano si dimettono;
  - Licinio è nominato Augusto;
- 310 – Massimiano si proclama nuovamente imperatore ma viene catturato da Costantino e si suicida;
- 311 – Galerio muore a Serdica; Massimino Daia e Licinio si dividono il suo regno;
- 312
  - Costantino sconfigge e uccide Massenzio nella Battaglia di Ponte Milvio;
  - Licinio sposa Costanza, la sorella di Costantino; Costantino si converte al cristianesimo;
- 313
  - Licinio sconfigge due volte Massimino Daia; Massimino muore a Tarso;
  - Costantino e Licinio emanano il cosiddetto Editto di Milano, mettendo fine alle persecuzioni contro i Cristiani e proclamando la tolleranza religiosa in tutto l'Impero;
  - Diocleziano muore;
- 316 – Costantino sconfigge Licinio nella Battaglia di Cibalae;
- 317 – Costantino sconfigge Licinio nella Battaglia di Mardia; Licinio è costretto a cedere tutte le sue province europee tranne la Tracia;
- 318 – Scomunica di Ario;
- 324 – Costantino sconfigge Licinio nella Battaglia di Crisopoli; Licinio abdica;
- 325 – Concilio di Nicea;
- 326 – Costantino ordina la morte del suo primogenito, Crispo;
- 330 – Costantino rende Costantinopoli capitale dell'Impero;
- 332 – Campagna di Costantino contro i Goti;
- 334 – Campagna di Costantino contro i Sarmati;
- 337 – Costantino muore a Nicomedia; i suoi tre figli Costantino II, Costanzo II e Costante I diventano imperatori;
- 338 – Costantino II sconfigge gli Alemanni; guerra contro la Persia;
- 340 – Costantino II invade l'Italia; muore in un'imboscata tesa da Costante I ad Aquileia;
- 341 – Costanzo II e Costante I vietano sacrifici pagani;
- 347 – I Donatisti si ribellano in Africa;
- 348 – Costanzo II sconfigge i Persiani nella Battaglia di Singara;
- 350
  - Magnenzio si proclama imperatore nella parte ovest; Costante I viene catturato ed ucciso;
  - Nepoziano attacca Roma con un gruppo di gladiatori;
- 351
  - Costanzo II nomina suo cugino Costanzo Gallo Cesare;
  - Magnenzio viene sconfitto a Mursa;
- 353 – Costanzo II sconfigge Magnenzio nella Battaglia di Mons Seleucus; Magnenzio si suicida;
- 354 – Costanzo Gallo viene condannato a morte;
- 355 – Giuliano viene nominato Cesare in Gallia;
- 357 – Giuliano sconfigge i Franchi a Strasburgo;
- 360 – A causa di un imminente guerra contro la Persia, Costanzo II ordina a Giuliano di mandare diverse legioni come supporto; l'esercito si ammutina e proclama Giuliano Augusto;
- 361 – Costanzo II muore, nominando Giuliano come suo successore; Giuliano si dichiara apertamente pagano, ma il suo tentativo di ristabilire il paganesimo fallisce;
- 363 – Giuliano invade la Persia ma è costretto a retrocedere e viene ferito a morte in un combattimento; i soldati nominano Gioviano imperatore;
- 364 – Gioviano muore sulla strada del ritorno; i soldati nominano Valentiniano, che a sua volta associa al potere il fratello Valente;
- 367 – Valentiniano coopta al regno il figlio Graziano;
- 375 – Valentiniano muore e Graziano diventa imperatore, ma le truppe acclamano anche il fratellastro Valentiniano II;
- 378 – Valente è sconfitto e ucciso dai Goti nella Battaglia di Adrianopoli;
- 379 – Teodosio I viene nominato imperatore;
- 380 – Teodosio I emana, insieme a Graziano e Valentiniano II, l'Editto di Tessalonica, dichiarando il cristianesimo secondo i canoni del credo niceno la religione ufficiale dell'impero;
- 383 – Magno Massimo uccide Graziano e viene proclamato imperatore in Britannia;
- 388 – Teodosio I sconfigge Magno Massimo;
- 392 – Valentiniano II muore ed Eugenio usurpa il trono;
- 394
  - Teodosio I sconfigge Eugenio nella battaglia del Frigido;
  - Stilicone diviene magister militum in Occidente;
- 395 – Teodosio I, in punto di morte, divide definitivamente l'impero in due parti, affidando al figlio maggiore Arcadio la pars orientis e al minore Onorio la pars occidentis.

## V secolo
- 402 – Stilicone vince contro i Visigoti di Alarico I a Pollenzo e sposta la capitale d'Occidente a Ravenna;
- 403 – Stilicone vince ancora Alarico I nella battaglia di Verona;
- 406 – Costantino "III" si proclama imperatore in Britannia;
- 408
  - Arcadio muore e gli succede il figlio Teodosio II;
  - Stilicone viene messo a morte da Onorio;
- 410 – Roma viene saccheggiata da Alarico I;
- 411 – Costanzo III, diventato magister militum, batte Costantino "III" e i suoi alleati, riprendendosi parte dei territori usurpati nelle Gallie e in Hispania, ma non la Britannia, definitivamente abbandonata;
- 421 – Costanzo III diviene co-imperatore di Onorio, ma muore poco dopo;
- 423 – Onorio muore, il Senato di Roma, ma non Teodosio II in Oriente, riconosce imperatore Primicerio;
- 425
  - Primicerio viene deposto e giustiziato da un esercito inviato da Teodosio II, al suo posto viene proclamato imperatore Valentiniano III;
  - Teodosio II istituisce una "università" a Costantinopoli;
- 438 – Entra in vigore il Codice Teodosiano, sia in Occidente che in Oriente;
- 447 – Attila arriva alle porte di Costantinopoli dopo la battaglia dell'Utus;
- 450 – Teodosio II muore; Marciano diventa imperatore d'Oriente;
- 451 – Attila attraversa la Gallia settentrionale ma viene sconfitto dalle armate comandate dal magister militum Flavio Ezio nella Battaglia dei Campi Catalaunici;
- 452 – Attila viene allontanato da Roma da Papa Leone I;
- 455
  - Valentiniano III viene assassinato; diventa imperatore d'Occidente Petronio Massimo ma muore dopo poco;
  - Roma viene saccheggiata dai Vandali di Genserico;
  - Avito diventa imperatore d'Occidente;
- 457
  - Avito muore; Maggioriano diventa imperatore d'Occidente;
  - Marciano muore; Leone I diventa imperatore d'Oriente;
- 461 – Maggioriano viene deposto dal magister militum Ricimero; Libio Severo diventa imperatore d'Occidente;
- 465 – Libio Severo muore avvelenato probabilmente da Ricimero;
- 467 – Antemio diventa imperatore d'Occidente con il supporto di Leone I;
- 468 – Guerra contro i Vandali con l'unione degli eserciti di entrambi gli imperi; la spedizione navale fallisce;
- 472
  - Ricimero uccide Antemio e nomina Olibrio nuovo imperatore d'Occidente;
  - Sia Ricimero che Olibrio muoiono per cause naturali; Gundobado diventa magister militum in Italia;
- 473 – Gundobado nomina Glicerio nuovo imperatore d'Occidente;
- 474
  - Gundobado lascia l'Italia per prendere parte a una lotta per la successione tra i Burgundi;
  - Glicerio è deposto da Giulio Nepote che si proclama imperatore d'Occidente;
  - Leone I muore; Leone II diventa imperatore d'Oriente e muore poco dopo aver nominato a sua volta il padre Zenone;
- 475 – Giulio Nepote è costretto dal magister militum Flavio Oreste a rifugiarsi in Dalmazia; Oreste proclama suo figlio Romolo Augusto imperatore d'Occidente;
- 476
  - Il generale germanico Odoacre uccide Oreste, costringe Romolo Augusto ad abdicare e si proclama Rex Gentium;
  - Tradizionale data per la caduta dell'Impero romano d'Occidente;
- 480 – Giulio Nepote, pretendendo ancora di essere imperatore, viene ucciso in Dalmazia; fine de iure dell'Impero romano d'Occidente;
- 486 - Rimaneva in mano romano-occidentale parte della Gallia settentrionale (Regno di Soissons), governata da Siagro. Siagro venne sconfitto dai Franchi nella battaglia di Soissons e anche questa parte di impero cadde in mano barbara.